# برناردو موتا
 برناردو موتا (انگلیسی: Bernardo Mota؛ زاده ۱۴ ژوئیهٔ ۱۹۷۱) یک تنیس‌باز اهل پرتغال است. 